# بلدية الملز
بلدية الملز هي إحدى بلديات مدينة الرياض في المملكة العربية السعودية.

## الأحياء التابعة لها
- حي العليا (جزئي)
- حي السليمانية (جزئي)
- حي الوزارات
- حي المربع
- حي الفوطة
- حي ثليم
- حي العمل
- حي الملز
- حي الضباط
- حي الزهراء
- حي الربوة
- حي جرير
- حي الصفا
- حي الفاروق.[1][2]